# Planopusa semenovi
Planopusa semenovi è un mammifero pinnipede estinto, appartenente ai focidi. Visse nel Miocene medio - superiore (circa 14 - 10 milioni di anni fa) e i suoi resti fossili sono stati ritrovati in Europa orientale. 

## Descrizione
Questo animale è noto solo per un cranio parziale, sufficiente tuttavia a ipotizzarne l'aspetto. Planopusa era caratterizzato da un muso estremamente corto, che distingueva questo genere da altre foche dalle caratteristiche molto simili, come l'odierna foca del Bajkal (Pusa sibirica). Planopusa, inoltre, rappresenta una delle foche più piccole conosciute, e la lunghezza dell'intero animale non doveva superare di molto il metro; le dimensioni di Planopusa dovevano essere molto simili a quelle di un'odierna lontra marina (Enhydra lutris). 

## Classificazione
Planopusa semenovi venne descritto per la prima volta nel 2021, sulla base di un cranio parziale rinvenuto nella località di Gritsev, in Ucraina. Analisi filogenetiche e morfometriche compiute sui resti fossili indicano che questo animale era un rappresentante arcaico della sottofamiglia Phocinae, soprattutto in base alla morfologia dentaria e alla morfologia della parte anteriore del cranio. 